# Florent de Montmorency
Florent de Montmorency, baron de Montigny (Lahamaide, 1528 – Simancas, 14 octobre 1570 ), est un noble des Pays-Bas espagnols et un diplomate, chevalier de la Toison d'Or et frère du comte de Hornes, Philippe de Montmorency. Dans la littérature, il est généralement appelé Montigny.
Le roi Philippe II fit étrangler Montigny secrètement en 1570 faisant croire qu'il était décédé de mort naturelle.

## Biographie

### Famille
Montigny est le deuxième fils de Joseph de Montmorency et d'Anne d'Egmont, fille de Florent d'Egmont (à ne pas confondre avec Anne d'Egmont, première épouse de Guillaume le Taciturne). Sa mère se remarie avec Jean de Hornes, qui lègue le comté de Hornes à Philippe de Montmorency, frère aîné de Montigny, né du premier mariage d'Anne d'Egmont.

### Éducation et carrière
Montigny reçoit une formation militaire à la cour de France auprès de son parent Anne de Montmorency, connétable de France. Il accompagne Charles Quint en Espagne après son abdication en 1556. À son retour aux Pays-Bas, il est élu chevalier par le chapitre de l'Ordre de la Toison d'Or. Lorsque le roi Philippe II part pour l'Espagne en 1559, il nomme Montigny stadhouder du Tournaisis.

### Envoyé en Espagne
En 1562, Montigny est chargé par le Conseil d'État de transmettre à Philippe II les griefs de membres importants de la noblesse à l'encontre du cardinal de Granvelle. Ils obtiendront en 1564 l'éloignement du cardinal qui continuera cependant à agir en sous main sur la politique des Pays-Bas depuis la Bourgogne.

Armes de Florent de Montmorency, baron de Montigny.

En 1566, à la suite du Compromis des Nobles, il est envoyé par le Conseil d'État à Madrid avec le marquis de Berghes, Jean IV de Glymes. Bien que Montigny et le marquis de Berghes soient favorables au Compromis des Nobles, ils ne l'ont pas signé. Leur mission est de tenter de convaincre le roi de modérer les placards en matière religieuse et de supprimer l'inquisition aux Pays-Bas. Peu avant son départ, le marquis de Berghes se blesse gravement à la jambe, ce qui le retarde. Finalement, il rejoint Montigny en même temps qu'arrive l'annonce du début de la furie iconoclaste aux Pays-Bas. Les deux émissaires sont assignés à résidence. Le marquis de Berghes meurt peu après (15 mai 1567) des suites de sa blessure.
Montigny est arrêté quand la nouvelle de l'arrestation des comtes d'Egmont et de Hornes arrive à Madrid. Montigny est le frère cadet du comte de Hornes. Montigny est emprisonné au château de Ségovie, puis à la forteresse de Simancas après l'échec d'une tentative d'évasion.

### Condamnation à mort et exécution

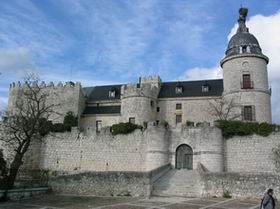
Château de Simancas, où Montigny fut emprisonné et étranglé sur ordre de Philippe II.

Après l'arrestation en 1567 des comtes d'Egmont et de Hornes, le sort de Montigny est également scellé. Alors qu'il est en captivité en Espagne, il est condamné à mort le 4 mars 1570 par le Conseil des Troubles institué par le duc d'Albe quelques mois auparavant. Le verdict est cependant tenu secret. Finalement, sur ordre de Philippe II, un juge, un notaire et un bourreau se rendent à Simancas pour informer Montigny de sa condamnation à mort. Après avoir communié et clamé une fois de plus son innocence, Montigny se déclare reconnaissant de ne pas être exécuté publiquement, grâce à « la miséricorde et à la bonté du roi ». Il est ensuite étranglé alors que le jugement prévoit son exécution en place publique. Le notaire et le bourreau doivent ensuite jurer de ne jamais parler de cette exécution sous peine de mort. Le commandant de la forteresse habille alors le corps de Montigny avec le froc d'un franciscain, pour cacher les traces de la strangulation. Le commandant annonce publiquement que Montigny est mort de maladie et qu'il a été enterré. Philippe II ordonne des funérailles solennelles aux Pays-Bas en présence du duc d'Albe, comme il l'avait déjà fait pour le marquis de Berghes.
La sentence de mort est rendue publique quatre mois plus tard, en même temps que celle du marquis de Berghes. Cette démarche était indispensable pour permettre la confiscation définitive de leurs biens.
Montigny est mort sans descendance.